# Matsui Takurō

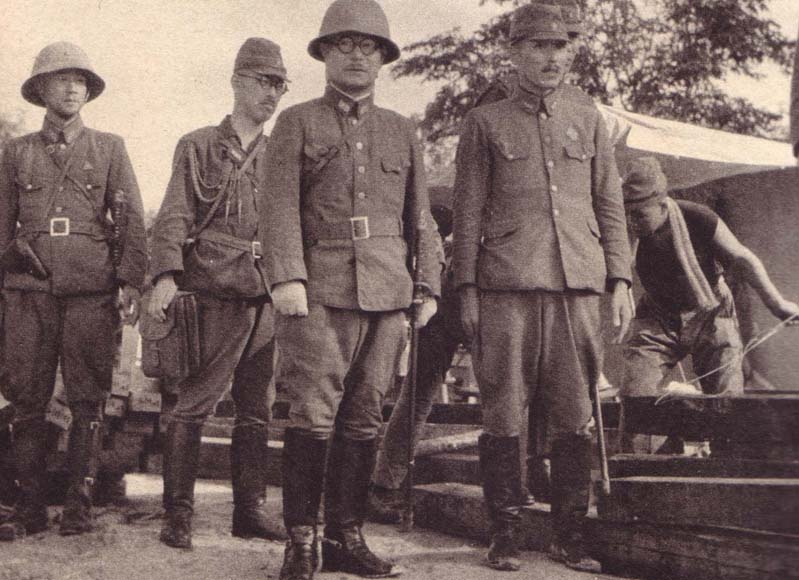
Generalleutnant Takuro Matsui, Befehlshaber der 5. Division, während der Schlacht um Singapur.

Matsui Takurō (jap. 松井 太久郎; * 3. Dezember 1887 in der Präfektur Fukuoka; † 10. Juni 1969) war Generalleutnant des Kaiserlich Japanischen Heeres.
Matsui war Befehlshaber der japanischen 5. Infanteriedivision, die in der Republik China während des Zweiten Japanisch-Chinesischen Kriegs eingesetzt wurde. Auf der malaiischen Halbinsel landete seine Division am 8. Dezember 1941 an Stränden in Thailand und war anschließend bei der Schlacht um Singapur siegreich. Darüber hinaus war er Oberster Militärberater der Thou-Regierung. Am 11. Mai 1942 wurde Matsui als Kommandeur der 5. Division von Generalleutnant Yamamoto Tsutomi abgelöst. Am 18. März 1943 wurde er zum Generalstabschef der Zentralarmee China ernannt. Am 1. Februar 1945 wurde er Oberbefehlshaber der 13. Armee, er beendete den Krieg im Raum Schanghai, seine Armee wurde im Juli 1946 aufgelöst.